# 셀먼 에이브러햄 왁스먼

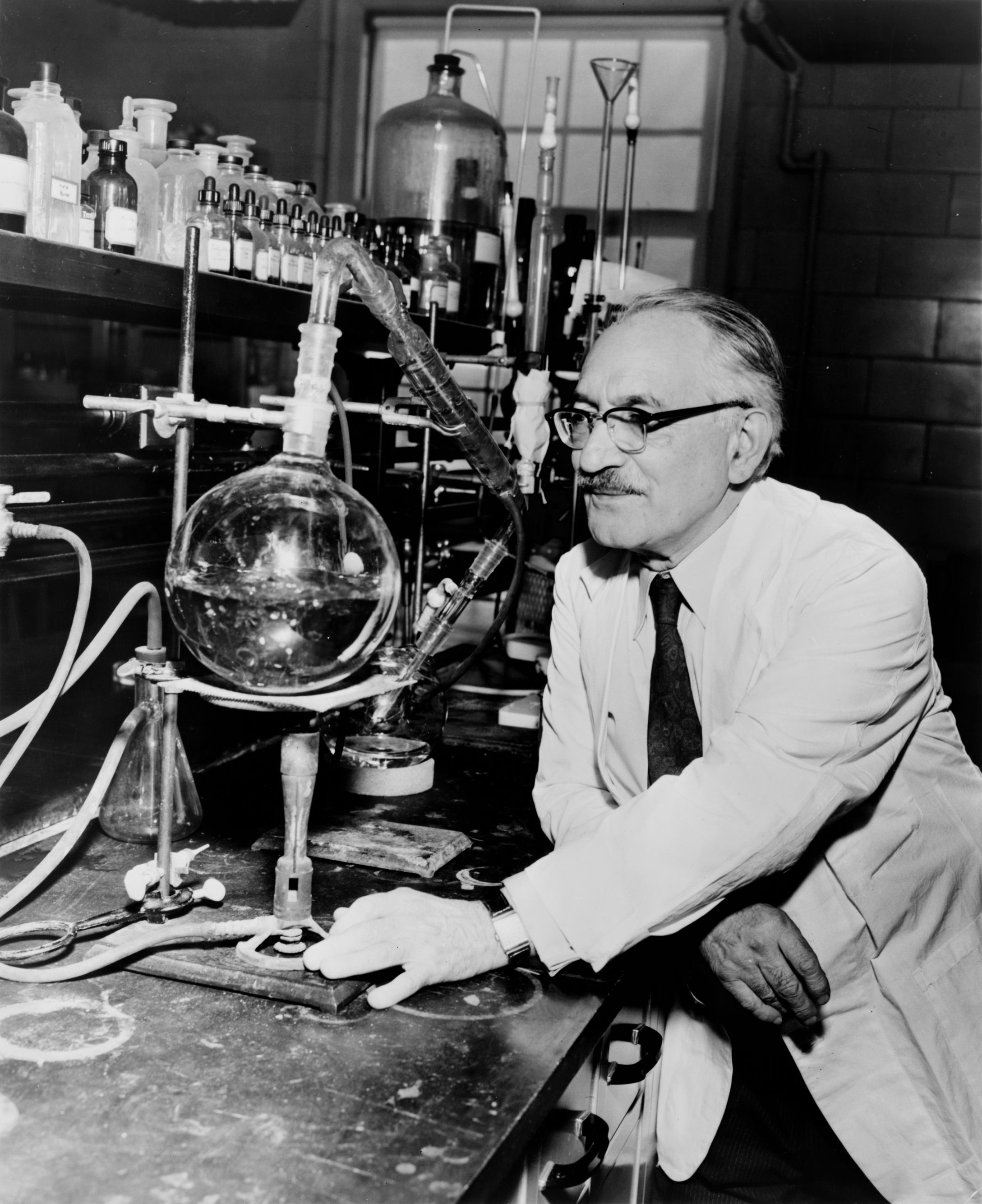
셀먼 에이브러햄 왁스먼

셀먼 에이브러햄 왁스먼(Selman A. Waksman, 1888년 7월 22일 ~ 1973년 8월 16일)은 미국의 세균학자이다. 러시아에서 출생하였으나, 1916년 미국으로 귀화하였다. 1944년 흙 속에서 사는 세균을 연구하다가 스트렙토마이신을 만들어 냈다. 이것은 페니실린으로 듣지 않는 병균을 죽이는 항생 물질로서 그때까지 불치의 병으로 알았던 결핵 치료에 사용되었다. 1952년 노벨 생리학·의학상을 받았다. 또한 400권이 넘는 과학도서를 집필했다.